# Jornada Nacional de Literatura
A Jornada Nacional de Literatura" foi criada em 1981 por Tânia Rosing, também idealizadora do Prêmio Passo Fundo Zaffari e Bourbon de Literatura.
Ocorre sob uma lona de circo chamada Circo da Cultura, e engloba os seminários Internacional de Pesquisa em Leitura,   Academia Brasileira de Letras, além de cursos, prêmios, exposições e espetáculos.
Em 2021, ainda durante a pandemia de COVID-19, um encontro virtual com o tema "Jornada 40 anos - distâncias transversais, histórias relidas" celebrou os 40 anos do evento. As conversas virtuais incluíram personalidades literárias como Cíntia Moscovich, Elisa Lucinda, Flávio Carneiro, Julián Fuks, Luís Augusto Fischer, Maria Esther Maciel, Marina Colasanti e Roger Mello